# Flechette

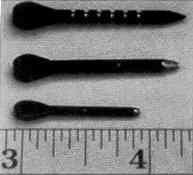
Beispiele einiger Flechettes von Feuerwaffen; mit Größenangabe in Zoll

Das Flechette (von französisch fléchette „Pfeilchen“) ist ein pfeilförmiges Projektil.

## Beschreibung
Flechettes zählen zu den Wuchtgeschossen bzw. zur Pfeilmunition. Sie enthalten keinen Sprengstoff und ihre Wirkung beruht rein auf kinetischer Energie. Verwendet werden sie zur Bekämpfung von lebenden Zielen („Weichzielen“) sowie Material. Größere Flechettes können auch gegen Fahrzeuge und leicht gepanzerte Ziele eingesetzt werden. Anders als APFSDS-Geschosse, die einzeln gegen gepanzerte Ziele zum Einsatz kommen, werden Flechettes in großer Anzahl gegen ungepanzerte Gruppenziele eingesetzt. Dazu sind dutzende bis mehrere tausend Flechettes in Streubomben, Artilleriegeschossen oder Raketen gepackt und werden mit diesen abgeworfen bzw. verschossen. Über dem Ziel werden die Flechettes mit einer Ausstoß- oder Zerlegladung ausgestoßen. Nach dem Ausstoßen folgten die Flechettes einer ballistischen Kurve. In Abhängigkeit von Ausstoßhöhe und Ausstoßgeschwindigkeit verteilen sich die Flechettes über ein größeres oder kleineres Gebiet mit einer variablen Belegungsdichte. Das Einsatzverfahren gleicht also dem der herkömmlichen Streumunition. Im Gegensatz zu dieser verursachen Flechettes nur geringe Begleitschäden und hinterlassen keine explosiven Blindgänger.
Flechettes sind pfeilförmig und besitzen in der Regel am hinteren Ende ein Leitwerk. Die Spitze ist meistens konisch oder ogival ausgeformt. Ihre Länge variiert von wenigen Millimetern bis zu mehreren Zentimetern. Flechettes sind in der Regel aus Stahl gefertigt, wobei größere auch aus Wolfram bestehen können. Sie weisen aufgrund ihrer langgestreckten Form eine hohe Querschnittsbelastung auf, wodurch die Abbremsung durch den Luftwiderstand geringer ist als bei kürzeren, gleichschweren Geschossen mit größeren Durchmessern. Diese außenballistisch günstigen Eigenschaften ermöglichen eine höhere Reichweite. Die hohe Querschnittsbelastung verbessert in Bezug auf die zielballistische Wirkung die Durchschlagskraft.

## Wirkung auf lebende Ziele
Flechettes führen zu schwerwiegenden Verletzungen, da sie im Körper des Opfers instabil sind und sich verformen. So verbog sich die Spitze bei Tests angelhakenförmig oder das gesamte Geschoss nahm eine U-Form an. Darüber hinaus neigen Flechettes dazu, sich im Ziel querzustellen. Bei Tests wurden alle üblichen Schutzwesten und Helme durchschlagen. Dabei zog das Geschoss oftmals Teile dieses Schutzes oder auch normaler Kleidung in den Wundkanal. Insbesondere Schutzwestenteile führten dabei zu schweren Sekundärverletzungen. Der Verlauf des Wundkanals ist nicht vorhersagbar. So fliegt das Geschoss gerade durch Stahl, verformt sich aber in weichem Gewebe und kann dadurch seine Bewegungsrichtung ändern. Da Opfer vielfach von bis zu mehreren Dutzenden kleiner Flechettes getroffen werden können, ist eine Erstversorgung, insbesondere unter Gefechtsbedingungen äußerst schwierig. Opfer müssen in der Regel Intensivmedizinisch versorgt werden.

## Verwendung in/mit Waffensystemen

### Artillerie
Am weitaus häufigsten werden Flechettes mit Artilleriegeschossen eingesetzt. Für die Artillerie existieren Artilleriegeschosse mit Kaliber 105 mm, 122 mm, 152 mm sowie 155 mm. Artilleriegeschosse mit Flechettes werden in Indirektes Feuer sowie im Direktschuss eingesetzt. Ein solches Geschoss setzt über bzw. vor dem Ziel bis zu 8.500 Flechettes aus.
Weiter existieren für Kanonen von Kampfpanzern Geschosse mit Kaliber 100 mm, 105 mm, 115 mm, 120 mm und 125 mm mit Flechettes. Der Einsatz dieser Geschosse erfolgt ausschließlich im Direktschuss.

### Luft-Boden-Raketen
Für den Einsatz ab Flugzeugen und Hubschraubern gibt es ungelenkte Luft-Boden-Raketen mit Flechettes. Es existieren die Raketensysteme Hydra 70 (Kaliber 70 mm), FZ90 (Kaliber 70 mm), CRV7 (Kaliber 70 mm), SNEB (Kaliber 68 und 100 mm), S-5 (Kaliber 55 mm) und S-8 (Kaliber 80 mm). Eine solche Rakete setzt vor dem Ziel bis zu über 2.000 Flechettes aus.

### Rückstoßfreie Geschütze

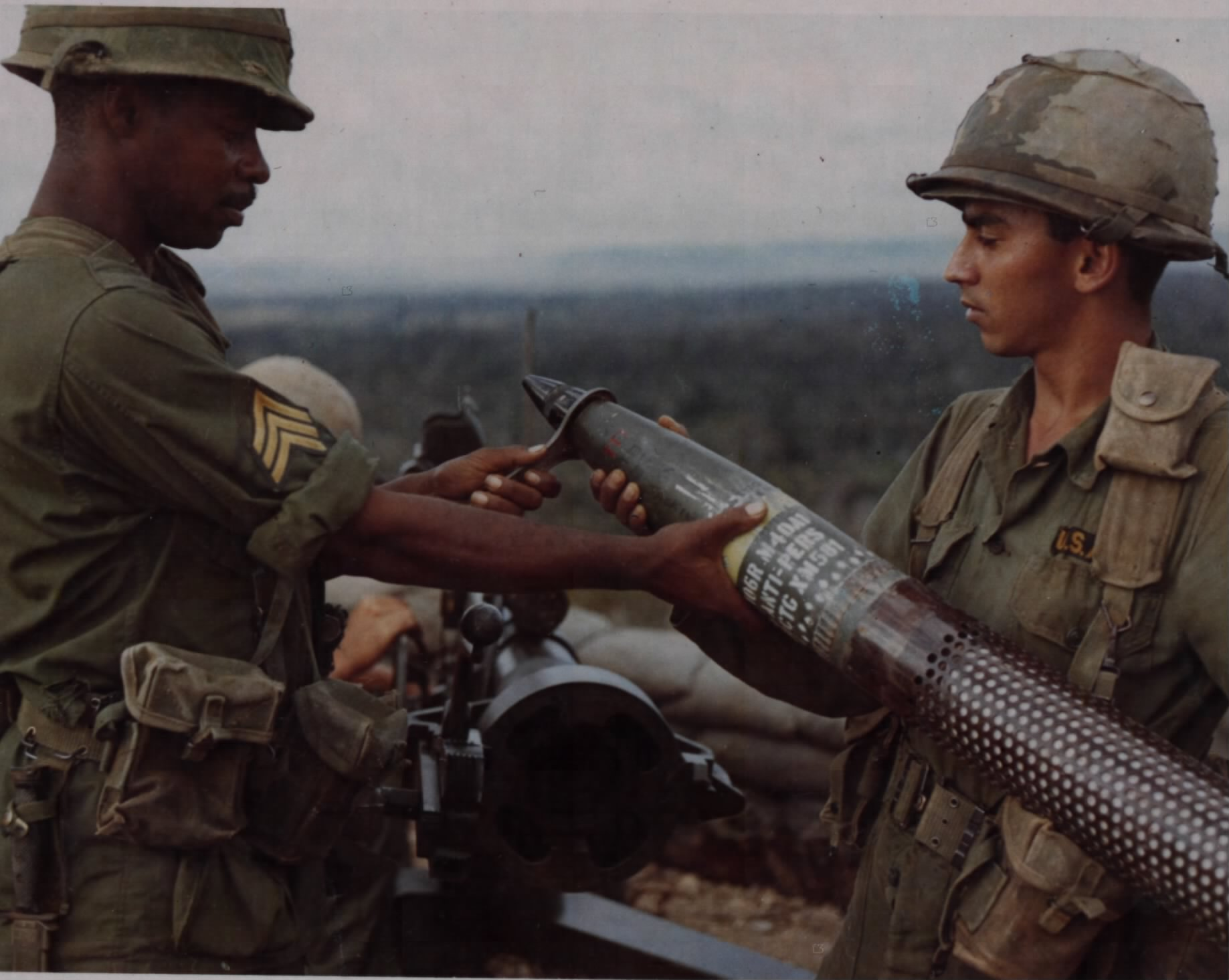
Zeitzünder einer Flechette-Granate (Beehive round) wird eingestellt (Vietnam, 1967)

Flechettes-Granaten werden auch für Rückstoßfreie Geschütze angeboten. Entsprechende Granaten gibt es für die Geschütze FFV Carl Gustaf (84 mm), M67 (90 mm) sowie M40 (106 mm). Das Funktionsprinzip dieser Granaten ähnelt dem Kartätsche-Geschoss. Die Granaten werden im Direktschuss eingesetzt und stoßen jeweils bis zu mehrere tausend kleine Flechettes aus.

### Streubomben
Fliegerpfeile sowie die Streubombe Lazy Dog, mit bis zu bis zu 17.000 Projektilen können als Vorgänger der Flechettes angesehen werden. Heute existieren verschiedene Streubomben mit Flechettes. So haben z. B. die United States Air Force die CBU-107, die mit 3.750 Flechettes unterschiedlicher Größe beladen ist im Bestand.

### Handfeuerwaffen
Vereinzelt wird Flechette-Munition für Handfeuerwaffen konstruiert, die zum Beispiel bei Waffen im Kaliber 5,56 mm eine Mündungsgeschwindigkeit von etwa 1.500 m/s ermöglichte. Die Treffergenauigkeit ist, wie Versuche mit dem Steyr ACR zeigten, allerdings geringer als bei anderen Sturmgewehren. Die effektive Reichweite vergrößert sich auf etwa das Drei- bis Vierfache gegenüber Normalmunition gleichen Kalibers. Auch für das Special Purpose Individual Weapon war Flechette-Munition vorgesehen.
Es wird auch Flechette-Munition für Flinten angeboten. Diese Munition erreichte eine höhere wirksame Reichweite als die sonst üblichen Kugelschrote. Eine Patrone enthält 14 bis 40 Flechettes.
Das aus Russland stammenden Unterwasser-Sturmgewehr APS und die Unterwasser-Pistole SPP-1M verwenden Flechette-Munition.
Weiter gibt es Flechettes-Munition für die 40-mm-Granatwerferpatrone.

## Kriegseinsatz
Flechettes wurden im Ersten Weltkrieg, Zweiten Weltkrieg, Koreakrieg, Vietnamkrieg, Krieg in Afghanistan, Irakkrieg sowie in weiteren Konflikten eingesetzt. Amnesty International warf Israel vor, 2008/2009 Flechettes-Munition im Gaza-Streifen eingesetzt zu haben. Durch Obduktion von Leichen aus Massengräbern in Butscha wurde der Einsatz im Ukrainekrieg nachgewiesen. Nach Recherchen von The Guardian erfolgte der Beschuss der Stadt mit Flechettes-Munition vor dem Abzug der russischen Armee.

## Fotos

122-mm-Geschoss 3SH1 mit Flechettes
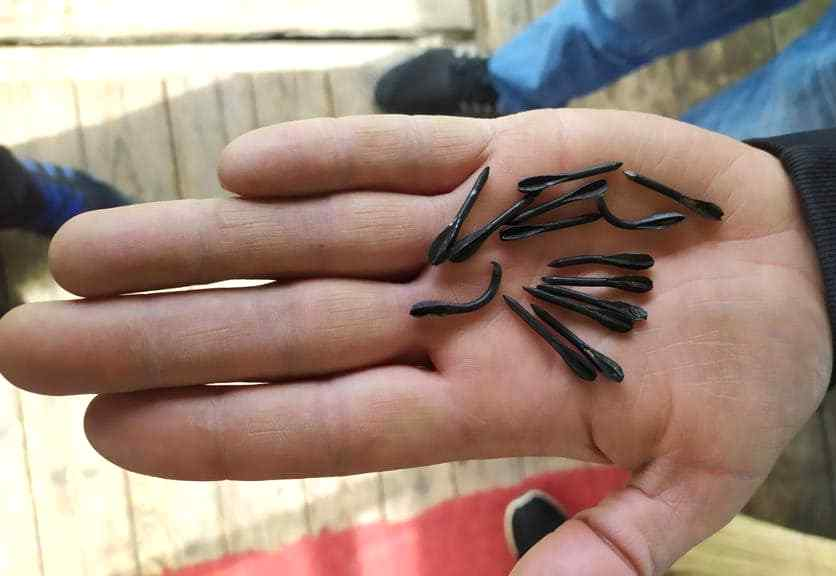
Beim Russischen Überfall auf die Ukraine verschossene Flechettes
Flechettes im Gazastreifen im Jahr 2014
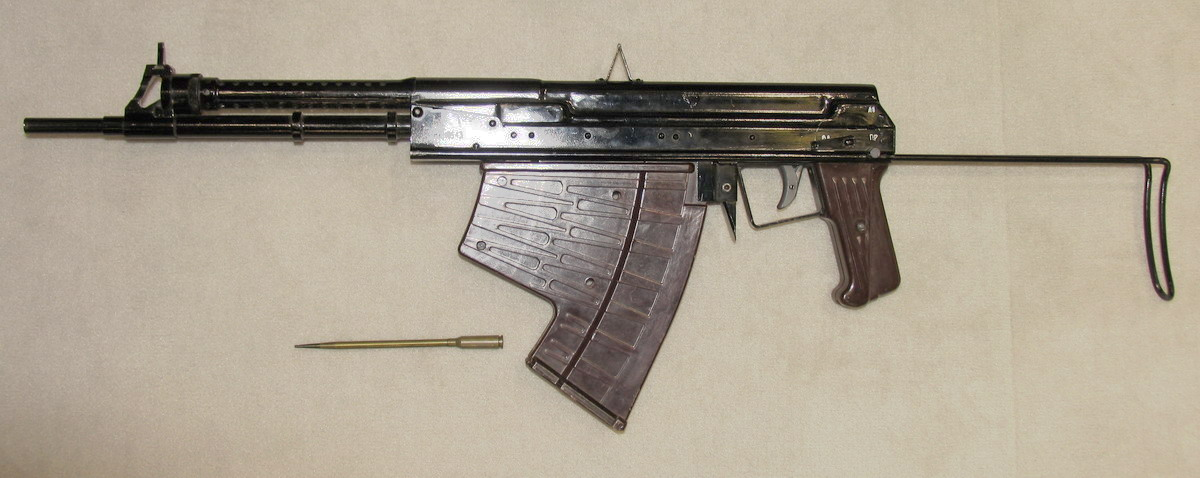
Unterwasser-Sturmgewehr APS